# Josef Neumair
Josef Neumair (* 8. April 1877 in Bruneck; † 15. Oktober 1960 in Wien) war ein österreichischer Lehrer, Schriftsteller, Germanist, Literaturkritiker, Klassischer Philologe und Gräzist.

## Leben
Josef Neumair studierte Germanistik und klassische Philologie an den Universitäten Innsbruck und Wien, wo er ab 1907 auch lebte. Nach dem Studium arbeitete er als Gymnasiallehrer in Mödling. Er war Teilnehmer am Ersten Weltkrieg, wo er auf der Balkanhalbinsel kämpfte. Seine Weltkriegserlebnisse verarbeitete er in zwei Romanen. Zudem stellte Neumair im Laufe seines Lebens mehrere Lesebücher für Lehrerbildungsanstalten zusammen, war Erzähler, Literaturkritiker und Verfasser pädagogischer Schriften. Als Dramatiker war er durch seine Passions- und Weihnachtsspiele bekannt.
1919 wurde Neumair Obmann des Tirolerbundes in Wien; ein Amt, das er bis 1950 ausübte. Von 1933 bis zum ‚Anschluss‘ im März 1938, also zur Zeit des Austrofaschismus, war er der Präsident des Österreichischen Bundesverlags.
Weiterhin war Neumair Professor an der Lehrerbildungsanstalt Wien, deren langjähriger Direktor er auch war. Zudem arbeitete er als Dozent an der Lehrerakademie und am Pädagogischen Institut der Stadt Wien. Er wurde mit dem Titel Hofrat ausgezeichnet.

## Veröffentlichungen
- Im Serbischen Feldzug 1914. Erlebnisse und Stimmungen eines Landsturm-Offiziers. Bd. 1. Hrsg. Österreichischer Volksschriftenverein. Innsbruck: Tyrolia 1917.
- (Hrsg.) Am Lagerfeuer. Eine Gedichtsammlung. Innsbruck / Wien / München: Tyrolia 1918.
- In allen Winkeln des Balkans. Erlebnisse und Stimmungen eines Landsturmoffiziers. Bd. 2. Innsbruck / Wien / München: Tyrolia 1919.
- Stille Nacht, heilige Nacht. Ein alpenländisches Weihnachtsspiel. Nach alten und neuen Weihnachtsspielen und Weihnachtsliedern eingerichtet und ergänzt. Innsbruck / Wien / München / Bozen: Tyrolia 1921.
- (Hrsg.) Alle guten Geister .... Tiroler Geistergeschichten. Nach J. A. Heyls "Volkssagen aus Tirol" neu herausgegeben. Innsbruck: Tyrolia 1932.
- Passionsspiel. Wien: Augartenverlag 1932.
- Desanka zwischen zwei Feuern. Leipzig: Widder-Verlag 1942.
- Die Sprache Andreas Hofers. In: Bozner Tagblatt vom 25. November 1944, S. 6 (online).
- O Land Tirol. Herausgegeben mit einem Nachwort von Franz Xaver Hollnsteiner. Wien: Österreichischer Bundesverlag 1957.